# Tokugawa Ietsugu
Tokugawa Ietsugu est un nom japonais traditionnel ; le nom de famille (ou le nom d'école), Tokugawa, précède donc le prénom (ou le nom d'artiste) Ietsugu.
Ietsugu Tokugawa (徳川 家継, Tokugawa Ietsugu, 8 août 1709-19 juin 1716) est le 7e shogun du shogunat Tokugawa au Japon, de 1713 à 1716, commençant son règne à l'âge de trois ans. Il est le fils de son prédécesseur Ienobu Tokugawa, et le dernier de la branche principale des Tokugawa. Il mourut seulement trois ans plus tard et son successeur, Yoshimune Tokugawa, fut choisi parmi la branche Kishu (Kii) de la famille.